# Střelskohoštická Lhota
Střelskohoštická Lhota je malá vesnice, část obce Střelské Hoštice v okrese Strakonice v Jihočeském kraji. Nachází se asi tři kilometry severovýchodně od Střelských Hoštic. Při jihozápadním okraji vesnice protéká Březový potok, který je levostranným přítokem řeky Otavy.

## Historie
První písemná zmínka o vesnici pochází z roku 1315.

## Obyvatelstvo
| Rok            | 1869 | 1880 | 1890 | 1900 | 1910 | 1921 | 1930 | 1950 | 1961 | 1970 | 1980 | 1991 | 2001 | 2011 | 2021 |
| -------------- | ---- | ---- | ---- | ---- | ---- | ---- | ---- | ---- | ---- | ---- | ---- | ---- | ---- | ---- | ---- |
| Počet obyvatel | 296  | 315  | 287  | 287  | 316  | 285  | 277  | 203  | 190  | 152  | 122  | 106  | 102  | 84   | 81   |
| Počet domů     | 40   | 42   | 44   | 45   | 45   | 45   | 47   | 48   | 42   | 37   | 33   | 45   | 44   | 46   | 47   |

## Obecní správa
Při sčítání lidu  v letech 1850–1960 Střelskohoštická Lhota byla samostatnou obcí, se kterým patřila nejprve do okresu Strakonice, ale v roce 1950 v okrese Horažďovice. V letech 1961–1973 byla částí obce Sedlo v okrese Strakonice. Od 1. ledna 1974 je částí obce Střelské Hoštice v okrese Strakonice. V letech 1850–1879 k obci patřilo Sedlo.

## Pamětihodnosti
- Klasicistní kaple zasvěcena svatému Janu Nepomuckému a postavená roku 1865
- Usedlost čp. 24
- Špýchar usedlosti čp. 26

## Další fotografie

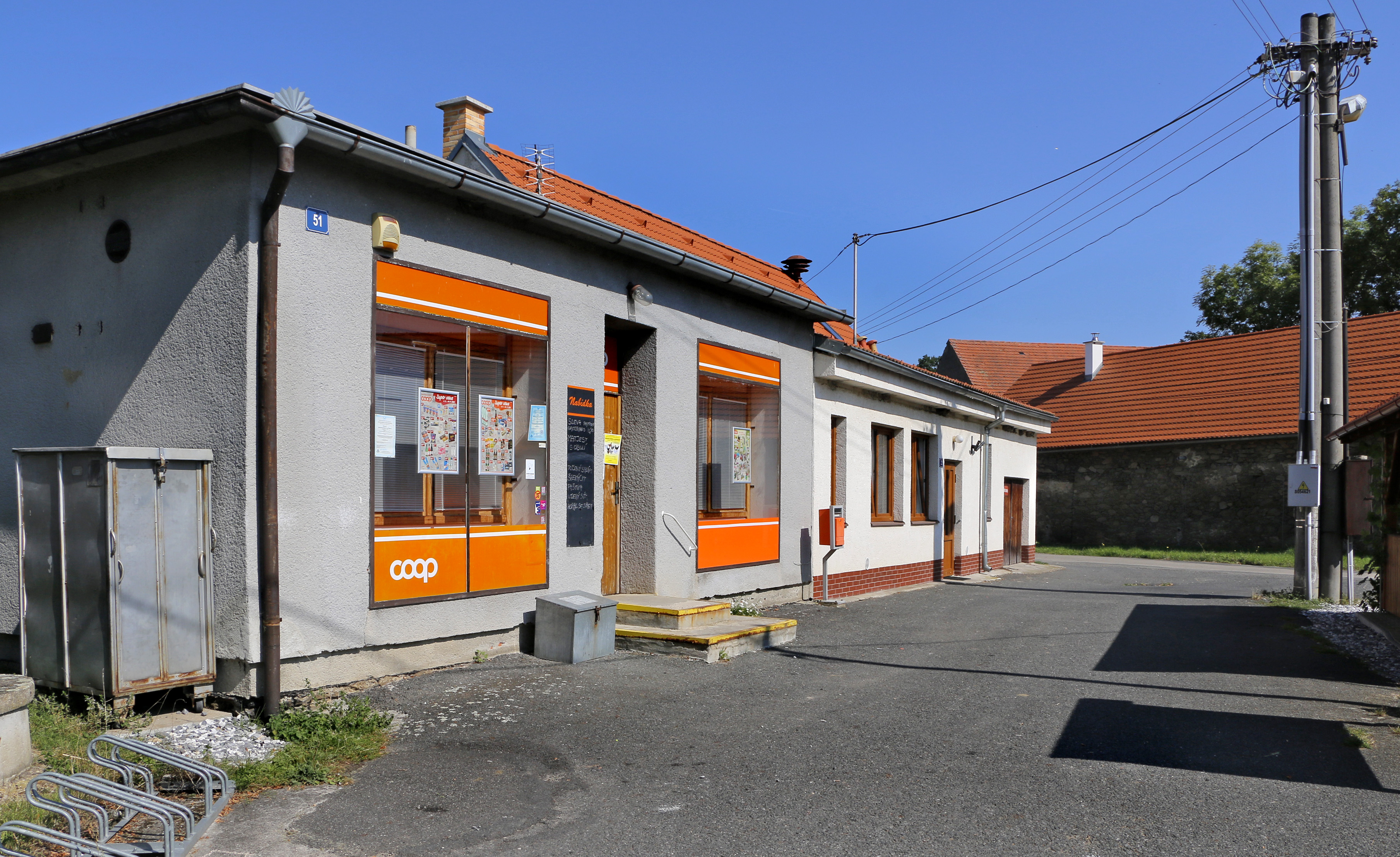
Obchod
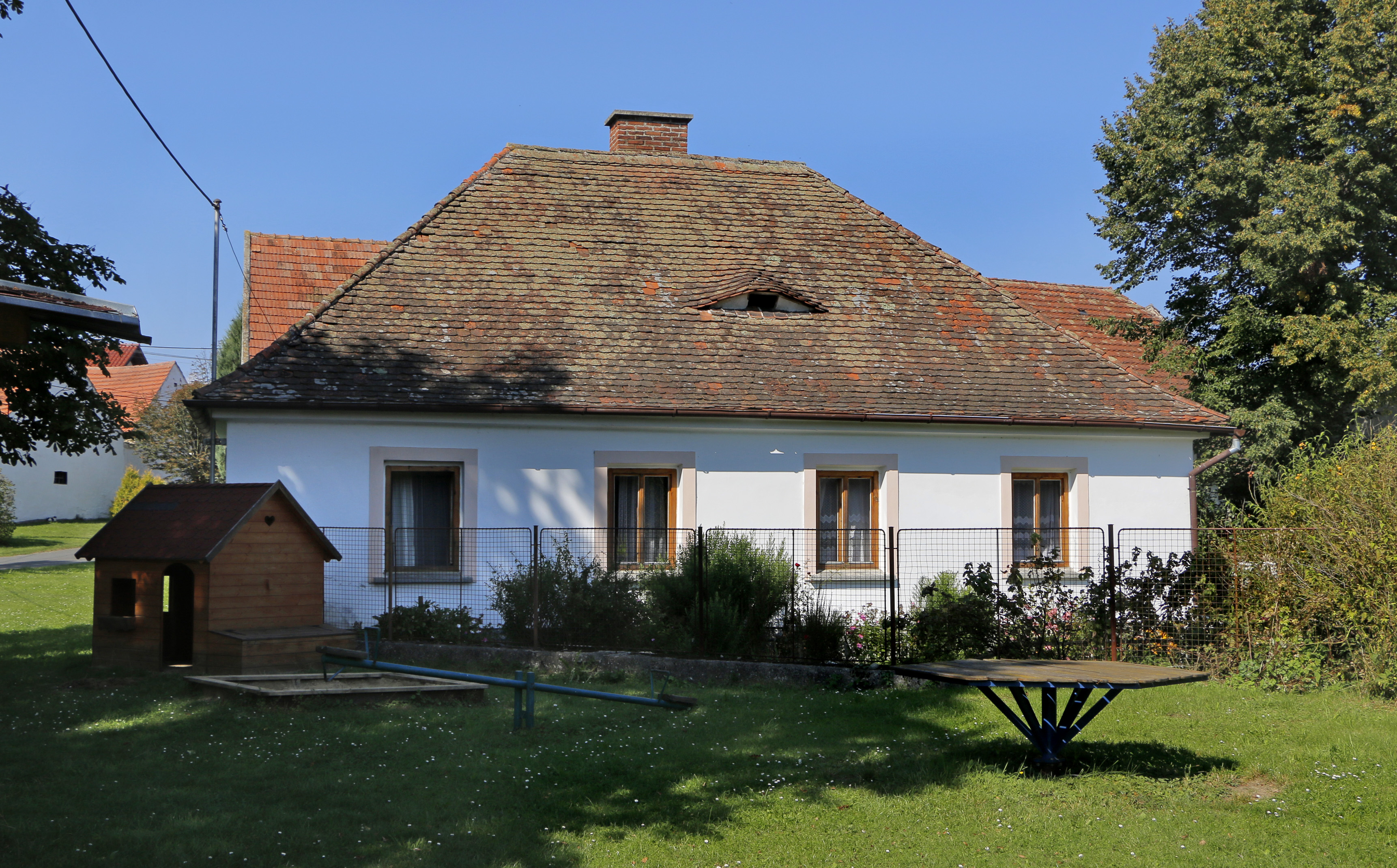
Dům čp. 21
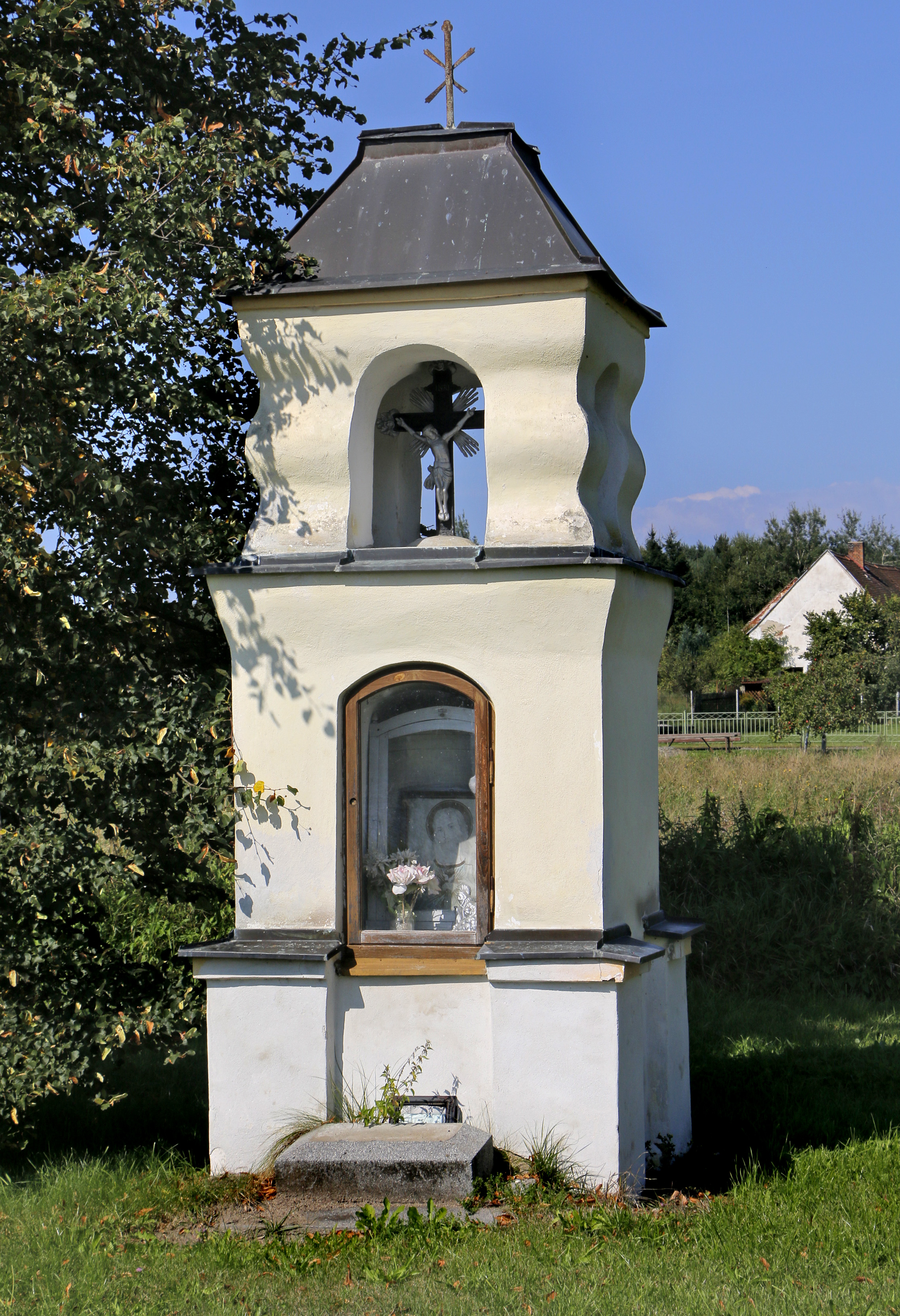
Kaplička pod vsí
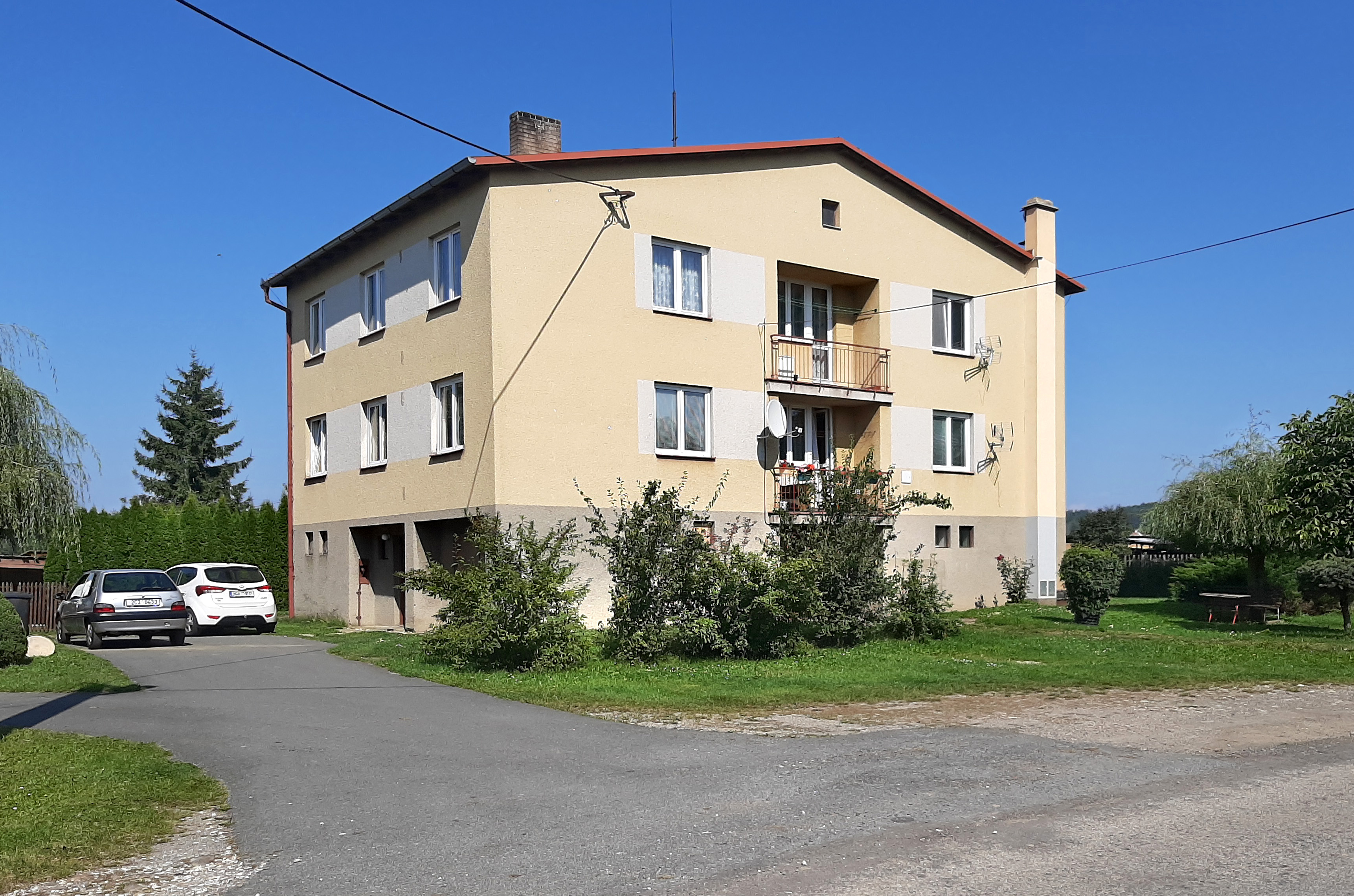
Bytovky
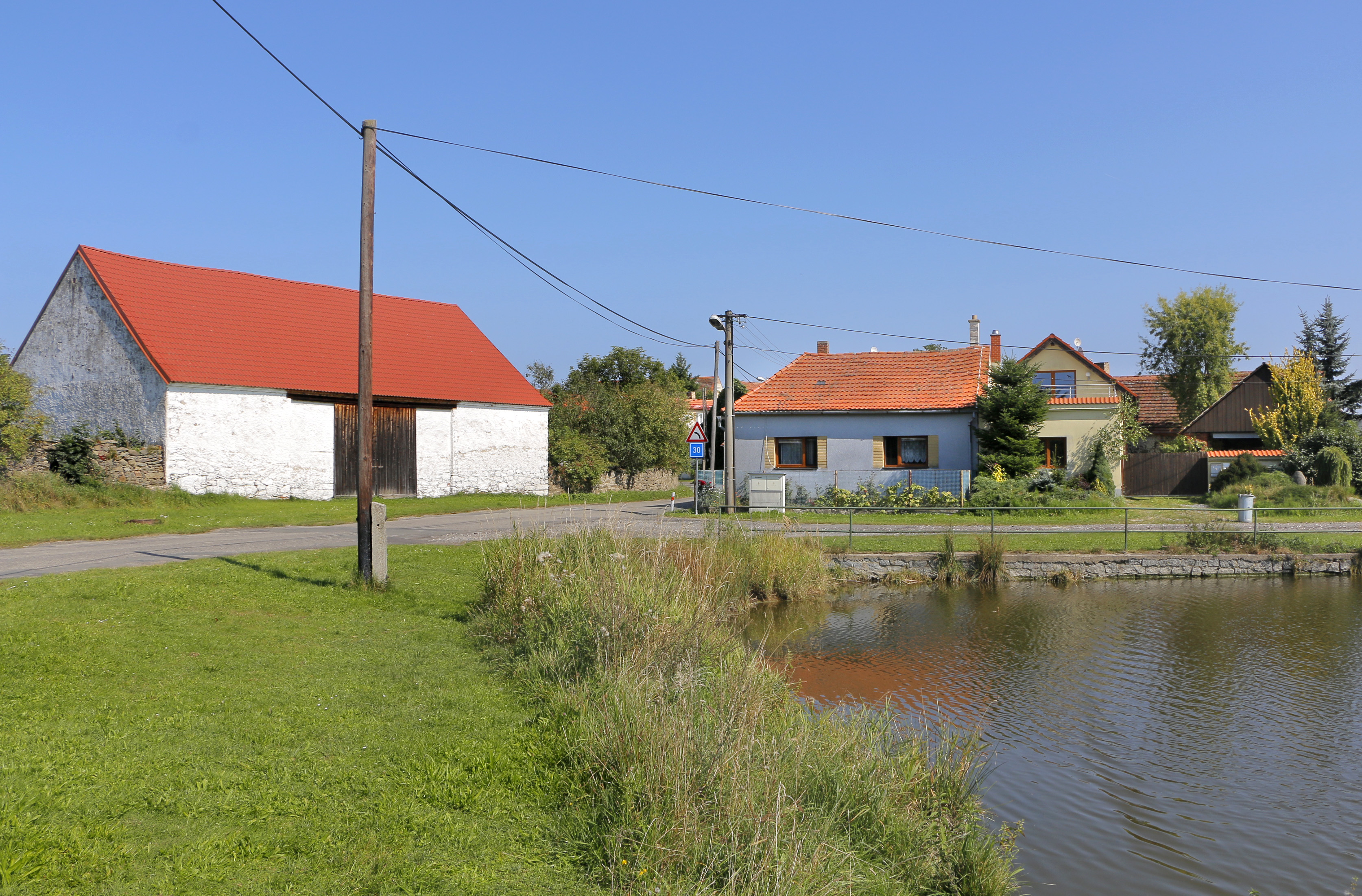
Domky u rybníka